# Macroropica celebensis
Macroropica celebensis là một loài bọ cánh cứng trong họ Cerambycidae.